# Хоббит (кинотрилогия)
«Хо́ббит» — поставленная режиссёром Питером Джексоном серия из трёх связанных единым сюжетом кинофильмов, представляющая собой экранизацию повести Дж. Р. Р. Толкина «Хоббит, или Туда и обратно».
Трилогия состоит из фильмов:
- «Хоббит: Нежданное путешествие» (The Hobbit: An Unexpected Journey, 2012)
- «Хоббит: Пустошь Смауга» (The Hobbit: The Desolation of Smaug, 2013)
- «Хоббит: Битва пяти воинств» (The Hobbit: The Battle of the Five Armies, 2014).

Является хронологически последовательным приквелом кинотрилогии «Властелин колец».

## Трилогия
Фильмы являются вольной экранизацией повести Толкина «Хоббит, или Туда и обратно». Они рассказывают нам о приключениях хоббита Бильбо Бэггинса и тринадцати гномов по пути к Одинокой горе, а также являются приквелом к кинотрилогии «Властелин колец». Фильмы трилогии «Хоббит» были приняты критиками прохладнее, чем «Властелин колец», который собрал ряд значимых наград мирового кинематографа. Однако зрители приняли фильмы тепло: на портале IMDb рейтинг первых двух частей составляет 7,8 из 10, а заключительной части — 7,4.

### «Хоббит: Нежданное путешествие»
Мировая премьера фильма «Хоббит: Нежданное путешествие» состоялась 28 ноября 2012 года в Веллингтоне, Новая Зеландия. 12 декабря фильм вышел в прокат в Новой Зеландии, 13 декабря — в Великобритании, 14 декабря — в США.

### «Хоббит: Пустошь Смауга»
Сюжет фильма повествует о новых приключениях гномов, волшебника Гэндальфа Серого и хоббита Бильбо, которые, перейдя горы, спасаются от преследующих их орков (которых возглавляет ужасный Болг) у Беорна. Благополучно проводив гномов и хоббита на север, волшебник отправляется в крепость Дол Гулдур, где сталкивается с Некромантом, который оказывается не кем иным, как Сауроном, а тем временем гномы и Бильбо плутают в Лихолесье. Там они сражаются с гигантскими пауками, а затем попадают в плен к эльфам Трандуила. Благодаря находчивости Бильбо всем удаётся сбежать из темницы и достичь озёрного города Эсгарота.
После множества невзгод гномы наконец достигают Эребора — их бывшего королевства. Бильбо проникает в пещеры Одинокой горы, где дракон Смауг охраняет несметные богатства. Волшебное кольцо помогает хоббиту спастись от дракона.

### «Хоббит: Битва пяти воинств»
Смауг летит в Озёрный город, а огромная армия орков под командованием Азога приближается, и вскоре разразится Битва пяти воинств.
Мировая премьера третьей части, «Хоббит: Битва пяти воинств», состоялась 1 декабря 2014 года.

## Создание

### Режиссёр
Режиссёром фильма изначально планировался режиссёр трилогии «Властелин колец» Питер Джексон. Однако его судебное разбирательство с компанией New Line Cinema по финансовым вопросам сделало это невозможным. Джексон был уволен из проекта, а у студии не оказалось ни времени, ни сценария для реализации фильма. Продюсер Сол Зэнц, владеющий правами на экранизации Толкина, занял сторону Джексона и заявил, что, если New Line не успеют начать съёмки до 2009 года, он отзовёт права и вместе с Джексоном приступит к поискам новой студии.
Компромисс был найден в 2008 году. Джексону было предложено кресло продюсера нового проекта, что устроило все стороны. Режиссёром же стал Гильермо дель Торо, автор фильма «Лабиринт фавна», а также дилогии «Хеллбоя». Прежде дель Торо скептически отзывался о фэнтези в стиле Дж. Р. Р. Толкина, но после назначения пообещал взяться за работу с энтузиазмом.
30 мая 2010 года стало известно, что Гильермо дель Торо выбыл из проекта из-за очередной отсрочки начала съёмок в связи с финансовыми проблемами Metro-Goldwyn-Mayer, которая владеет правами на экранизацию.

В связи с постоянными переносами съёмочного периода «Хоббита» я столкнулся с необходимостью принять труднейшее решение в жизни. Я прожил в богатейшем мире Толкина почти два года, я дышал им и занимался его проработкой, но теперь с величайшим сожалением вынужден отказаться от постановки этих замечательных фильмов. Я остаюсь благодарен Питеру, Фрэн и Филиппе Бойенс, New Line, Warner Bros. и своей новозеландской команде. Мне выпала честь работать в одной из прекраснейших стран мира и с одними из лучших людей в кинопроизводстве, так что моя жизнь больше не будет прежней.

Питер Джексон по поводу ухода Гильермо сказал следующее:

Нам очень печально наблюдать уход Гильермо, но он держал нас в курсе, так что решение не стало неожиданностью. Мы прекрасно понимаем, как затянувшееся по не зависящим от нас причинам время разработки фильмов поставило под угрозу его другие проекты. (…) Гильермо продолжит работу над сценарием вместе со мной, Фрэн и Филиппой, так что я очень рад тому факту, что наше сотрудничество продлится ещё на несколько месяцев, пока сценарий не будет полностью готов. На этой неделе мы встретимся с New Line и Warner, чтобы обеспечить плавный переход проекта из рук Гильермо к другому режиссёру.

После ухода дель Торо в режиссёрское кресло вернулся Питер Джексон, как и планировалось изначально.

### Актёры
Иэн Маккеллен и Энди Серкис подписали контракты на привычные роли Гэндальфа и Голлума соответственно. Хьюго Уивинг снова сыграл Элронда.
В октябре 2010 года стало известно, что роль Бильбо Бэггинсa будет играть Мартин Фримен, исполнитель ролей доктора Ватсона из британского сериала «Шерлок» и Артура Дента из «Автостопом по галактике». Переговоры с ним велись давно, однако актёр отказывался подписывать контракт, ссылаясь на съёмки в продолжении «Шерлока», пока не был изменён график съёмок «Хоббита». Также стал известен основной актёрский состав (см. ниже).

### Съёмки
21 марта 2011 года в Новой Зеландии начались съёмки двух частей фильма. В общей сложности съёмочный период должен был занять примерно 250 дней и быть завершённым к середине 2012 года. В конце июня завершился первый съёмочный блок «Хоббита». Съёмки были возобновлены 5 сентября 2012 года и продолжались до 15 декабря, когда закончился второй съёмочный блок и съёмочная группа ушла на рождественские каникулы до января 2013 года.
Во время летнего перерыва некоторые сцены были отсняты в Великобритании, на студии Pinewood Studios, в первую очередь, с участием Кристофера Ли, исполнителя роли Сарумана. Вариант приезда части съёмочной группы в Англию, чтобы не заставлять 90-летнего актёра совершать утомительный перелёт в Новую Зеландию, упоминался в СМИ как наиболее вероятный с самого начала съёмок «Хоббита». Герои, знакомые зрителю по «Властелину колец», в основном были задействованы на начальном этапе съёмок: отсняты сцены с участием Хьюго Уивинга (Элронд), Кейт Бланшетт (Галадриэль) и Энди Серкиса (Голлум).
Летом 2011 года в Новую Зеландию прибыл Орландо Блум (Леголас). Также есть информация, что во время командировки Питера Джексона на Pinewood Studios должен был быть задействован и Иэн Холм в роли старого Бильбо Бэггинса. Эванджелин Лилли (Тауриэль) приступила к съёмкам в сентябре, Элайджа Вуд (Фродо Бэггинс) присоединился к съёмочной группе в октябре 2011 года. Как сказал в одном из интервью Сильвестр Маккой (Радагаст Бурый), основную часть своих съёмочных дней он отработал в течение 8 недель во время первого съёмочного блока в павильонах, две-три недели съёмок предстоит ему «на натуре» в конце октября — начале ноября 2011 года и ещё на пару дней он вернётся на съёмочную площадку «Хоббита» в феврале 2012 года. В начале ноября 2011 года Люк Эванс (Бард Лучник) сообщил, что он уже снимается в течение 6 недель и будет занят на съёмках «Хоббита» до июня 2012 года.
Бенедикт Камбербэтч сообщил, что его участие в «Хоббите» не ограничится только озвучиванием персонажей. Так, исполнение роли дракона Смауга будет сродни исполнению роли Голлума Энди Серкисом — Камбербэтч также наденет специальный костюм с датчиками для осуществления технологии «захвата движения и мимики». К концу февраля 2012 года основная часть работы Камбербэтча над фильмом завершена: при этом, по словам актёра, технология «захвата движения и мимики» использовалась и для создания образа Некроманта. Это даёт основания надеяться, что в «Хоббите» будет представлен обладающий портретными чертами образ Саурона.
Первый съёмочный блок проходил по большей части в павильонах (в Новой Зеландии с марта по май — осень, с июня по август — зима), второй съёмочный блок в основном проходит «на натуре». По словам Питера Джексона, такое распределение съёмочного цикла обусловлено не температурным, а световым режимом: съёмки на натуре должны проходить как минимум 12 часов каждый день, что зимой невозможно из-за раннего наступления темноты. В конце октября — первой половине ноября 2011 года съёмочные группы фильма работают в первую очередь на разных территориях Южного острова: так, одна группа снимает на самой северной части острова, в округе Нельсон, другая — в юго-восточной части острова, в округе Отаго.
Питер Джексон руководит съёмками на острове Северный: в ноябре 2011 года его съёмочная группа работала в окрестностях города Те Куйти, в регионе Уаикато. Здесь, в местности Мангаотаки Рокс, снималась сцена, в которой Гэндальф, Бильбо и 13 гномов обнаруживают в пещере горных троллей клад с сокровищами.
10 ноября 2011 года был отмечен «экватор» съёмочного периода: 127 съёмочных дней из запланированных 254.
6 июля 2012 года на персональной странице Питера Джексона в Facebook появилась запись, в которой режиссёр объявил об окончании основных съёмок (причём, по его словам, количество съёмочных дней было увеличено до 266) и поблагодарил съёмочную группу за работу.
15 мая начался этап дополнительных съёмок фильмов «Хоббит: Пустошь Смауга» и «Хоббит: Битва пяти воинств», который должен был завершиться в конце 2014 года.

### Количество фильмов
Возник также вопрос о числе фильмов и их содержании. New Line Cinema хотела растянуть сюжет повести «Хоббит» таким образом, чтобы создать два фильма, что было бы выгодно с финансовой точки зрения. Дель Торо и Джексон воспротивились этому. Дель Торо предложил другой вариант: первый фильм, «Хоббит», будет снят по повести Толкина, а второй станет апокрифом, рассказывающим о десятилетиях между событиями «Хоббита» и «Властелина колец».
Однако, как рассказал Дель Торо, съёмки фильма-апокрифа оказались невозможны. Причиной стал конфликт правообладателей: компания Tolkien Enterprises под руководством Сола Зэнца, участвующая в серии экранизаций, владеет правами только на «Хоббит» и «Властелин колец». Сюжет, основанный на черновиках Толкина, оказался бы в юрисдикции его сына Кристофера Толкина (1924—2020) и его организации Tolkien Estate. Таким образом, съёмки фильма-апокрифа потребовали бы дополнительных переговоров и приобретения дорогостоящих прав на съёмки. Кристофер Толкин был известен как главный оппозиционер к серии экранизаций: он через суд пытался получить от New Line Cinema 160 млн долларов, которые, по его мнению, причитались семье Толкинов.
В итоге создатели вернулись к варианту, по которому сюжет «Хоббита» растягивается и делится надвое. Однако 30 июля 2012 года Питер Джексон совместно с руководством кинокомпаний New Line Cinema, Metro-Goldwyn-Mayer и Warner Bros. объявил о том, что «Хоббит» будет трилогией. Как заявил Джексон в своём официальном Facebook-блоге, после просмотра по окончании съёмок всех материалов у него осталось настолько хорошее ощущение от фильма, что он решил его расширить. «Мы знаем, что большая часть повествования о Бильбо Бэггинсе, волшебнике Гэндальфе, гномах Эребора, появлении Некроманта и битве за Дол Гулдур останется нерассказанной, если мы не воспользуемся этой возможностью. Богатый сюжет „Хоббита“, а также соответствующие приложения к „Властелину колец“ позволяют показать всю историю приключений Бильбо Бэггинса, поведав о той роли, которую он сыграл в иногда опасных, но всегда увлекательных событиях истории Средиземья».
Мартин Фримен и Иэн Маккеллен заявили о своём появлении в третьем фильме.
4 сентября 2012 года было объявлено, что название второй части трилогии будет «Пустошь Смауга» (The Desolation of Smaug), а третьей — «Хоббит: Туда и обратно» (There and Back Again), впоследствии название третьей части было заменено на «Хоббит: Битва пяти воинств» (The Hobbit: The Battle of the Five Armies).
Первый фильм «Хоббит: Нежданное путешествие» вышел 14 декабря 2012 года, вторая часть «Хоббит: Пустошь Смауга» в мировом прокате появилась 13 декабря 2013 года, выход последнего эпизода «Хоббит: Битва пяти воинств» состоялся 1 декабря 2014 года.
См. также: подробности об истории авторских прав в статье Влияние и адаптации произведений Толкина.

### Бюджет
Когда в 2007 году Warner анонсировала проект (тогда «Хоббит» был ещё дилогией), на каждый из фильмов планировалось потратить около 150 миллионов долларов. Для работы над фильмами Warner Bros. создала кинокомпанию 3 Foot 7 Ltd. Согласно её документам, новозеландские налогоплательщики вложили в производство фильмов 98 миллионов новозеландских долларов. В октябре 2013 года продюсеры обнародовали информацию о том, что создание трилогии «Хоббит» Питера Джексона обойдется в два раза дороже, чем трилогия «Властелин колец» (на производство «Властелина» ушло 280 миллионов и ещё 145 миллионов на маркетинг), Это было связано с тем, что режиссёр решил поэкспериментировать со скоростью кадра, снимая в 48 fps, и вдобавок ко всему — в 3D. Студия заявила, что на создание фильмов потрачен уже 561 миллион долларов, но работа над картинами продолжается. Причем, в приведенную сумму входят 266 съемочных дней, потраченных на «Хоббита» в 2011—2012 годах, но не входят дополнительные два месяца пересъемок, полученные Джексоном в этом году. Кроме того, к пресловутой сумме добавятся расходы на постпродакшн 2013—2014 годов, когда будут выпущены вторая и третья части. К марту 2014 года промежуточная стоимость работ над фильмами возросла до 745 млн долларов, но Warner смогла вернуть себе 122 миллиона долларов от новозеландских налогоплательщиков через существующие в стране налоговые льготы.

### Дизайн
Джон Хау и Алан Ли, которые работали в кинотрилогии «Властелин колец», были наняты для создания дизайна Средиземья, в котором идут все действия. Также сообщается, что дизайн будет создаваться при помощи режиссёра Гильермо Дель Торо. Сам Дель Торо заявил, что дизайн Средиземья не будет полностью похож на дизайн в кинотрилогии «Властелин колец». К примеру, эльфы и орки внешне сильно отличаются от своих сородичей во «Властелине колец». Однако, некоторые дизайнерские идеи Торо всё-таки перенял из «Властелина колец», но не все, как говорит сам режиссёр.
Дель Торо также имеет опыт дизайнерских работ в фильмах «Хеллбой» и «Лабиринт фавна».

#### Оружие
Дизайн оружия создавался с опорой на реальные исторические образцы. Среди прочего оружия — уже использованный в серии кинжал «Жало», который в самом начале «Властелина колец» уже пожилой Бильбо дарит своему племяннику Фродо, а также меч Гэндальфа Гламдринг.
Оба этих меча имеют исторические прототипы: Жало похож на клинки древних спартанцев, а оружие Гэндальфа — на меч бронзового века и западноевропейский полутораручный меч.
По мнению автора статьи «„Хоббит“. Средневековое оружие в фильме», дизайнеры фильма, создавая оружие гномов, черпали вдохновение в разнообразном оружии: древнегреческом кописе, кельтиберийской фалькате, древнегерманском скрамасаксе, средневековом европейском фальшионе, древнеиранской булаве, траншейной дубинке, скандинавском, польском и венгерском боевых топорах. Оружие и доспехи эльфийских всадников Ривенделла не сильно отличается от вооружения войск Последнего Союза в фильме «Властелин колец: Братство Кольца», эльфы здесь также стреляют с коней из луков (у Толкина в «Сильмариллионе» часто упоминаются эльфийские конные лучники).

## В ролях
Ниже представлен список актёров, снявшихся в фильме:
| Персонаж                                  | Актёр / Актриса      |
| ----------------------------------------- | -------------------- |
| Бильбо Бэггинс                            | Мартин Фримен        |
| Бильбо Бэггинс, в старости                | Иэн Холм             |
| Гэндальф Серый                            | Иэн Маккеллен        |
| Элронд                                    | Хьюго Уивинг         |
| Голлум (образ и голос)                    | Энди Серкис          |
| Галадриэль                                | Кейт Бланшетт        |
| Торин Дубощит                             | Ричард Армитидж      |
| Бард Лучник                               | Люк Эванс            |
| Балин                                     | Кен Стотт            |
| Бофур                                     | Джеймс Несбитт       |
| Глоин, отец Гимли / Тролль Уильям (голос) | Питер Хэмблтон       |
| Дори / Тролль Берт (голос)                | Марк Хэдлоу          |
| Нори                                      | Джед Брофи           |
| Кили                                      | Эйдан Тёрнер         |
| Фили                                      | Дин О’Горман         |
| Двалин                                    | Грэм Мак-Тавиш       |
| Оин                                       | Джон Каллин          |
| Бомбур                                    | Стивен Хантер        |
| Ори                                       | Адам Браун           |
| Бифур / Тролль Том (голос)                | Уильям Кирхер        |
| Фродо Бэггинс                             | Элайджа Вуд          |
| Радагаст Бурый                            | Сильвестр Мак-Кой    |
| Саруман Белый                             | Кристофер Ли         |
| Смауг / Некромант                         | Бенедикт Камбербэтч  |
| Верховный Гоблин                          | Барри Хамфрис        |
| Трандуил                                  | Ли Пейс              |
| Леголас                                   | Орландо Блум         |
| Беорн                                     | Микаэль Персбрандт   |
| Трор                                      | Джеффри Томас        |
| Траин II                                  | Майкл Мизрахи        |
| Линдир, эльф Ривенделла                   | Брет Мак-Кензи       |
| Баин, сын Барда                           | Джон Белл            |
| Азог Осквернитель                         | Ману Беннетт         |
| Гоблин                                    | Джеймс Тревена-Браун |
| Гоблин                                    | Рене Катальдо        |
| Больг, сын Азога Осквернителя             | Конан Стивенс        |
| Тролль Том                                | Уильям Кирчер        |
| Тролль Уилльям                            | Питер Хэмблтон       |
| Тролль Берт                               | Марк Хэдлоу          |
| Язнег                                     | Джон Роулс           |
| Ворриворт, хоббит из Шира                 | Тимоти Бартлетт      |
| Молодой Траин                             | Томас Робинс         |
| Тауриэль                                  | Эванджелин Лилли     |
| Бургомистр Эсгарота                       | Стивен Фрай          |
| Альфрид                                   | Райан Гейдж          |
| Даин Железностоп                          | Билли Коннолли       |